# Malalikere, Arkalgud
Malalikere là một làng thuộc tehsil Arkalgud, huyện Hassan, bang Karnataka, Ấn Độ.